# فهرست کشورها بر پایه شمار زبان‌ها
در اینجا فهرست کشورها بر پایه شمار زبان‌ها ارائه شده است.
پاپوآ گینه نو بیشترین تعداد زبان‌های زنده جهان را دارد.

## فهرست برپایه کشور
| رتبه | کشور یا سرزمین             | شمار زبان‌های زنده | شمار زبان‌های زنده | شمار زبان‌های زنده | شمار زبان‌های زنده | شمار گویشوران | شمار گویشوران | شمار گویشوران |
| رتبه | کشور یا سرزمین             | بومی              | مهاجر             | کل                | درصد              | کل            | میانگین       | میانه         |
| ---- | -------------------------- | ----------------- | ----------------- | ----------------- | ----------------- | ------------- | ------------- | ------------- |
| ۱    | پاپوآ گینه نو              | ۸۴۰               | ۰                 | ۸۴۰               | ۱۱٫۸۱             | ۴٬۲۱۳٬۳۸۱     | ۵٬۰۴۰         | ۱٬۳۱۵         |
| ۲    | اندونزی                    | ۷۰۷               | ۳                 | ۷۱۰               | ۹٫۹۸              | ۲۲۲٬۱۹۱٬۱۹۷   | ۳۱۵٬۱۶۵       | ۳٬۵۰۰         |
| ۳    | نیجریه                     | ۵۱۷               | ۷                 | ۵۲۴               | ۷٫۳۷              | ۱۶۳٬۳۱۷٬۴۴۴   | ۳۴۸٬۲۲۵       | ۱۴٬۰۰۰        |
| ۴    | هند                        | ۴۴۷               | ۶                 | ۴۵۳               | ۶٫۳۷              | ۱٬۲۵۷٬۴۲۱٬۷۱۴ | ۲٬۹۲۴٬۲۳۷     | ۳۵٬۰۰۰        |
| ۵    | چین (فقط سرزمین اصلی)      | ۳۰۲               | ۳                 | ۳۰۵               | ۴٫۲۹              | ۱٬۳۱۹٬۴۱۹٬۳۴۸ | ۴٬۴۷۲٬۶۰۸     | ۲۷٬۷۰۰        |
| ۶    | مکزیک                      | ۲۸۷               | ۵                 | ۲۹۲               | ۴٫۱۱              | ۱۲۵٬۵۳۵٬۲۰۰   | ۴۳۵٬۸۸۶       | ۴٬۷۳۰         |
| ۷    | کامرون                     | ۲۷۴               | ۱                 | ۲۷۵               | ۳٫۸۷              | ۱۰٬۲۲۸٬۰۶۵    | ۳۸٬۴۵۱        | ۱۰٬۰۰۰        |
| ۸    | استرالیا                   | ۲۲۶               | ۹۳                | ۳۱۹               | ۴٫۴۹              | ۲۲٬۶۹۳٬۷۳۲    | ۷۲٬۵۰۴        | ۱۰            |
| ۹    | ایالات متحده آمریکا        | ۲۱۹               | ۱۱۶               | ۳۳۵               | ۴٫۷۱              | ۳۲۶٬۷۵۶٬۷۱۹   | ۹۹۹٬۲۵۶       | ۱۲            |
| ۱۰   | برزیل                      | ۲۱۷               | ۱۱                | ۲۲۸               | ۳٫۲۱              | ۲۰۴٬۶۵۳٬۴۰۲   | ۹۳۴٬۴۹۰       | ۲۱۰           |
| ۱۱   | جمهوری دموکراتیک کنگو      | ۲۱۲               | ۲                 | ۲۱۴               | ۳٫۰۱              | ۴۲٬۱۲۸٬۲۳۰    | ۲۰۹٬۵۹۳       | ۲۹٬۴۵۰        |
| ۱۲   | فیلیپین                    | ۱۸۳               | ۸                 | ۱۹۱               | ۲٫۶۹              | ۷۰٬۷۷۶٬۶۱۴    | ۳۸۶٬۷۵۷       | ۱۹٬۲۰۰        |
| ۱۳   | مالزی                      | ۱۳۳               | ۱۱                | ۱۴۴               | ۲٫۰۳              | ۲۲٬۲۴۲٬۰۶۵    | ۲۰۵٬۹۴۵       | ۳٬۴۰۰         |
| ۱۴   | چاد                        | ۱۳۰               | ۱                 | ۱۳۱               | ۱٫۸۴              | ۸٬۸۶۵٬۵۵۶     | ۷۴٬۵۰۰        | ۱۴٬۰۰۰        |
| ۱۵   | تانزانیا                   | ۱۲۵               | ۱                 | ۱۲۶               | ۱٫۷۷              | ۵۱٬۱۰۸٬۱۵۰    | ۴۲۲٬۳۸۱       | ۱۰۲٬۵۰۰       |
| ۱۶   | نپال                       | ۱۲۲               | ۷                 | ۱۲۹               | ۱٫۸۱              | ۲۶٬۶۱۲٬۹۱۹    | ۲۱۲٬۹۰۳       | ۸٬۳۸۵         |
| ۱۷   | میانمار                    | ۱۲۰               | ۶                 | ۱۲۶               | ۱٫۷۷              | ۴۹٬۲۸۴٬۰۹۵    | ۳۹۷٬۴۵۲       | ۱۵٬۰۰۰        |
| ۱۸   | روسیه                      | ۱۱۵               | ۴۴                | ۱۵۹               | ۲٫۲۴              | ۱۳۸٬۶۹۸٬۳۳۵   | ۹۰۰٬۶۳۹       | ۳٬۹۰۰         |
| ۱۹   | وانواتو                    | ۱۱۰               | ۶                 | ۱۱۶               | ۱٫۶۳              | ۱۹۶٬۲۹۸       | ۱٬۷۲۲         | ۶۶۵           |
| ۲۰   | ویتنام                     | ۱۰۹               | ۳                 | ۱۱۲               | ۱٫۵۸              | ۸۶٬۸۸۴٬۵۲۰    | ۸۳۵٬۴۲۸       | ۱۴٬۹۰۰        |
| ۲۱   | کانادا                     | ۹۶                | ۹۹                | ۱۹۵               | ۲٫۷۴              | ۳۳٬۳۶۲٬۳۱۲    | ۱۷۴٬۶۷۲       | ۲۶۰           |
| ۲۲   | پرو                        | ۹۳                | ۱                 | ۹۴                | ۱٫۳۲              | ۳۰٬۹۹۴٬۲۰۱    | ۳۳۶٬۸۹۳       | ۴٬۶۳۵         |
| ۲۳   | اتیوپی                     | ۹۰                | ۱                 | ۹۱                | ۱٫۲۸              | ۶۶٬۷۶۶٬۷۲۰    | ۷۵۰٬۱۸۸       | ۴۸٬۰۰۰        |
| ۲۴   | ساحل عاج                   | ۸۶                | ۱۵                | ۱۰۱               | ۱٫۴۲              | ۱۸٬۴۳۹٬۳۱۰    | ۲۰۹٬۵۳۸       | ۳۴٬۱۵۰        |
| ۲۵   | کلمبیا                     | ۸۵                | ۴                 | ۸۹                | ۱٫۲۵              | ۴۷٬۶۷۳٬۵۶۸    | ۵۶۰٬۸۶۶       | ۸۸۵           |
| ۲۶   | لائوس                      | ۸۵                | ۷                 | ۹۲                | ۱٫۲۹              | ۶٬۵۴۳٬۴۸۰     | ۷۶٬۹۸۲        | ۹٬۷۱۰         |
| ۲۷   | غنا                        | ۸۱                | ۶                 | ۸۷                | ۱٫۲۲              | ۲۷٬۶۶۱٬۲۰۶    | ۳۵۹٬۲۳۶       | ۳۶٬۰۰۰        |
| ۲۸   | ایران                      | ۷۹                | ۵                 | ۸۴                | ۱٫۱۸              | ۸۲٬۹۲۷٬۵۲۰    | ۱٬۲۵۶٬۴۷۸     | ۶۲٬۰۰۰        |
| ۲۹   | سودان                      | ۷۵                | ۱                 | ۷۶                | ۱٫۰۷              | ۳۵٬۰۹۱٬۲۰۰    | ۵۱۶٬۰۴۷       | ۱۳٬۰۰۰        |
| ۳۰   | پاکستان                    | ۷۴                | ۱۱                | ۸۵                | ۱٫۲۰              | ۲۰۱٬۹۹۸٬۲۲۰   | ۲٬۵۲۴٬۹۷۸     | ۵۳٬۲۵۰        |
| ۳۱   | تایلند                     | ۷۳                | ۱۵                | ۸۸                | ۱٫۲۴              | ۵۳٬۳۵۷٬۹۲۴    | ۶۷۵٬۴۱۷       | ۸٬۰۰۰         |
| ۳۲   | جمهوری آفریقای مرکزی       | ۷۲                | ۱۱                | ۸۳                | ۱٫۱۷              | ۳٬۶۳۸٬۱۴۳     | ۴۷٬۲۴۹        | ۱۷٬۳۵۰        |
| ۳۳   | جزایر سلیمان               | ۷۲                | ۰                 | ۷۲                | ۱٫۰۱              | ۳۷۹٬۹۶۶       | ۵٬۳۵۲         | ۲٬۷۷۰         |
| ۳۴   | بورکینافاسو                | ۷۱                | ۰                 | ۷۱                | ۱٫۰۰              | ۱۲٬۴۷۲٬۹۳۰    | ۱۸۳٬۴۲۵       | ۲۰٬۵۰۰        |
| ۳۵   | سودان جنوبی                | ۶۹                | ۰                 | ۶۹                | ۰٫۹۷              | ۴٬۵۰۴٬۶۵۰     | ۸۰٬۴۴۰        | ۲۷٬۵۰۰        |
| ۳۶   | مالی                       | ۶۸                | ۳                 | ۷۱                | ۱٫۰۰              | ۱۳٬۰۲۷٬۸۴۰    | ۱۹۴٬۴۴۵       | ۲۵٬۰۰۰        |
| ۳۷   | کنیا                       | ۶۷                | ۵                 | ۷۲                | ۱٫۰۱              | ۳۷٬۰۳۷٬۹۶۰    | ۵۴۴٬۶۷۶       | ۱۸۰٬۰۰۰       |
| ۳۸   | جمهوری کنگو                | ۶۲                | ۲                 | ۶۴                | ۰٫۹۰              | ۳٬۶۹۰٬۶۶۰     | ۶۰٬۵۰۳        | ۱۴٬۴۰۰        |
| ۳۹   | بنین                       | ۵۵                | ۱                 | ۵۶                | ۰٫۷۹              | ۹٬۶۰۵٬۵۹۰     | ۱۷۷٬۸۸۱       | ۶۴٬۰۰۰        |
| ۴۰   | آنگولا                     | ۴۶                | ۱                 | ۴۷                | ۰٫۶۶              | ۲۴٬۲۸۸٬۷۷۰    | ۵۲۸٬۰۱۷       | ۳۰٬۰۰۰        |
| ۴۱   | زامبیا                     | ۴۶                | ۹                 | ۵۵                | ۰٫۷۷              | ۱۱٬۳۶۴٬۸۷۰    | ۲۳۶٬۷۶۸       | ۳۲٬۸۵۰        |
| ۴۲   | توگو                       | ۴۴                | ۲                 | ۴۶                | ۰٫۶۵              | ۴٬۸۸۹٬۳۸۰     | ۱۱۳٬۷۰۷       | ۳۴٬۳۰۰        |
| ۴۳   | بولیوی                     | ۴۳                | ۲                 | ۴۵                | ۰٫۶۳              | ۷٬۳۴۹٬۳۶۸     | ۱۷۰٬۹۱۶       | ۳۵۰           |
| ۴۴   | گابن                       | ۴۳                | ۱                 | ۴۴                | ۰٫۶۲              | ۱٬۰۷۷٬۹۶۰     | ۲۵٬۰۶۹        | ۴٬۰۰۰         |
| ۴۵   | موزامبیک                   | ۴۳                | ۴                 | ۴۷                | ۰٫۶۶              | ۲۳٬۷۹۲٬۱۰۰    | ۵۱۷٬۲۲۰       | ۱۹۷٬۵۰۰       |
| ۴۶   | اوگاندا                    | ۴۳                | ۲                 | ۴۵                | ۰٫۶۳              | ۳۳٬۸۶۲٬۳۵۰    | ۷۶۹٬۵۹۹       | ۳۰۳٬۰۰۰       |
| ۴۷   | ونزوئلا                    | ۴۲                | ۶                 | ۴۸                | ۰٫۶۸              | ۳۱٬۰۸۷٬۱۵۱    | ۷۷۷٬۱۷۹       | ۷۷۰           |
| ۴۸   | افغانستان                  | ۴۱                | ۱                 | ۴۲                | ۰٫۵۹              | ۲۳٬۳۵۲٬۳۰۰    | ۵۶۹٬۵۶۸       | ۱۶٬۵۰۰        |
| ۴۹   | بنگلادش                    | ۴۱                | ۴                 | ۴۵                | ۰٫۶۳              | ۱۶۵٬۲۲۰٬۳۳۰   | ۳٬۸۴۲٬۳۳۳     | ۱۵٬۵۰۰        |
| ۵۰   | ترکیه                      | ۳۹                | ۱۵                | ۵۴                | ۰٫۷۶              | ۹۰٬۲۹۷٬۲۰۴    | ۲٬۱۴۹٬۹۳۳     | ۶۶٬۰۰۰        |
| ۵۱   | کالدونیای جدید             | ۳۸                | ۲                 | ۴۰                | ۰٫۵۶              | ۱۴۳٬۰۱۰       | ۳٬۹۷۲         | ۹۵۰           |
| ۵۲   | سنگال                      | ۳۸                | ۸                 | ۴۶                | ۰٫۶۵              | ۱۳٬۹۷۷٬۹۸۰    | ۳۱۰٬۶۲۲       | ۲۰٬۰۰۰        |
| ۵۳   | گینه                       | ۳۷                | ۳                 | ۴۰                | ۰٫۵۶              | ۱۱٬۶۰۰٬۹۳۰    | ۳۴۱٬۲۰۴       | ۲۵٬۰۰۰        |
| ۵۴   | اسرائیل                    | ۳۶                | ۱۷                | ۵۳                | ۰٫۷۵              | ۹٬۴۷۵٬۴۶۱     | ۲۰۵٬۹۸۸       | ۴۲٬۵۰۰        |
| ۵۵   | ایتالیا                    | ۳۵                | ۱۲                | ۴۷                | ۰٫۶۶              | ۸۲٬۳۱۹٬۱۱۰    | ۱٬۸۷۰٬۸۸۹     | ۱۰۰٬۰۰۰       |
| ۵۶   | بوتسوانا                   | ۳۱                | ۷                 | ۳۸                | ۰٫۵۳              | ۲٬۲۱۳٬۶۶۰     | ۶۳٬۲۴۷        | ۵٬۹۵۰         |
| ۵۷   | لیبریا                     | ۳۱                | ۳                 | ۳۴                | ۰٫۴۸              | ۴٬۲۹۰٬۷۳۰     | ۱۳۴٬۰۸۵       | ۸۵٬۶۰۰        |
| ۵۸   | آفریقای جنوبی              | ۳۰                | ۱۲                | ۴۲                | ۰٫۵۹              | ۵۱٬۰۰۴٬۸۹۲    | ۱٬۴۱۶٬۸۰۳     | ۱۳۳٬۵۰۰       |
| ۵۹   | کامبوج                     | ۲۷                | ۲                 | ۲۹                | ۰٫۴۱              | ۱۶٬۳۲۶٬۴۹۰    | ۵۸۳٬۰۸۹       | ۵٬۲۱۰         |
| ۶۰   | گواتمالا                   | ۲۷                | ۰                 | ۲۷                | ۰٫۳۸              | ۱۴٬۷۰۸٬۵۹۰    | ۵۴۴٬۷۶۳       | ۲۸٬۰۰۰        |
| ۶۱   | نامیبیا                    | ۲۷                | ۶                 | ۳۳                | ۰٫۴۶              | ۲٬۶۶۸٬۹۴۰     | ۸۳٬۴۰۴        | ۱۳٬۸۰۰        |
| ۶۲   | رومانی                     | ۲۶                | ۳                 | ۲۹                | ۰٫۴۱              | ۲۰٬۴۹۲٬۴۳۰    | ۹۷۵٬۸۳۰       | ۱۷٬۸۵۰        |
| ۶۳   | آلمان                      | ۲۵                | ۷۰                | ۹۵                | ۱٫۳۴              | ۸۸٬۵۷۱٬۶۹۰    | ۱٬۱۰۷٬۱۴۶     | ۸۰٬۰۰۰        |
| ۶۴   | آرژانتین                   | ۲۴                | ۱۶                | ۴۰                | ۰٫۵۶              | ۴۶٬۱۶۰٬۱۵۰    | ۱٬۳۱۸٬۸۶۱     | ۵٬۱۲۰         |
| ۶۵   | اکوادور                    | ۲۴                | ۰                 | ۲۴                | ۰٫۳۴              | ۱۶٬۶۶۵٬۷۵۰    | ۶۹۴٬۴۰۶       | ۱۱٬۰۰۰        |
| ۶۶   | سیرالئون                   | ۲۴                | ۲                 | ۲۶                | ۰٫۳۷              | ۶٬۹۷۷٬۱۵۰     | ۲۹۰٬۷۱۵       | ۱۳۸٬۰۰۰       |
| ۶۷   | سنگاپور                    | ۲۴                | ۷                 | ۳۱                | ۰٫۴۴              | ۶٬۱۰۵٬۳۸۰     | ۲۲۶٬۱۲۵       | ۱۵٬۲۰۰        |
| ۶۸   | بوتان (کشور)               | ۲۳                | ۸                 | ۳۱                | ۰٫۴۴              | ۶۳۹٬۵۰۰       | ۲۵٬۵۸۰        | ۸٬۰۰۰         |
| ۶۹   | تایوان                     | ۲۳                | ۱۲                | ۳۵                | ۰٫۴۹              | ۲۳٬۹۸۵٬۶۵۰    | ۷۲۶٬۸۳۸       | ۴٬۰۰۰         |
| ۷۰   | گینه بیسائو                | ۲۳                | ۷                 | ۳۰                | ۰٫۴۲              | ۱٬۷۷۹٬۰۱۰     | ۶۸٬۴۲۳        | ۸٬۵۲۰         |
| ۷۱   | عراق                       | ۲۳                | ۴                 | ۲۷                | ۰٫۳۸              | ۳۳٬۹۷۷٬۶۲۰    | ۱٬۴۷۷٬۲۸۸     | ۱۳۶٬۰۰۰       |
| ۷۲   | نیجر                       | ۲۳                | ۰                 | ۲۳                | ۰٫۳۲              | ۱۵٬۸۱۰٬۵۰۰    | ۷۱۸٬۶۵۹       | ۲۸٬۴۵۰        |
| ۷۳   | پاراگوئه                   | ۲۳                | ۴                 | ۲۷                | ۰٫۳۸              | ۶٬۶۳۳٬۱۸۸     | ۲۵۵٬۱۲۳       | ۲٬۵۳۰         |
| ۷۴   | فرانسه                     | ۲۲                | ۲۰                | ۴۲                | ۰٫۵۹              | ۶۹٬۹۶۱٬۹۰۰    | ۱٬۷۹۳٬۸۹۵     | ۱۲۶٬۰۰۰       |
| ۷۵   | لهستان                     | ۲۲                | ۵                 | ۲۷                | ۰٫۳۸              | ۳۷٬۴۶۰٬۰۰۷    | ۱٬۴۹۸٬۴۰۰     | ۱۲٬۸۰۰        |
| ۷۶   | زیمبابوه                   | ۲۲                | ۲                 | ۲۴                | ۰٫۳۴              | ۱۱٬۹۲۶٬۴۴۰    | ۵۹۶٬۳۲۲       | ۱۴۵٬۰۰۰       |
| ۷۷   | سورینام                    | ۲۱                | ۶                 | ۲۷                | ۰٫۳۸              | ۵۶۲٬۰۱۴       | ۲۲٬۴۸۱        | ۱٬۲۵۰         |
| ۷۸   | اوکراین                    | ۲۱                | ۲۷                | ۴۸                | ۰٫۶۸              | ۴۰٬۵۹۹٬۸۰۶    | ۸۸۲٬۶۰۴       | ۵۰٬۴۰۰        |
| ۷۹   | تیمور شرقی                 | ۲۰                | ۱                 | ۲۱                | ۰٫۳۰              | ۱٬۰۴۰٬۸۱۶     | ۴۹٬۵۶۳        | ۱۶٬۷۰۰        |
| ۸۰   | گرجستان                    | ۲۰                | ۷                 | ۲۷                | ۰٫۳۸              | ۴٬۵۰۶٬۲۲۰     | ۱۷۳٬۳۱۶       | ۱۴٬۰۰۰        |
| ۸۱   | یونان                      | ۲۰                | ۱۴                | ۳۴                | ۰٫۴۸              | ۱۱٬۶۹۳٬۴۹۲    | ۳۷۷٬۲۰۹       | ۹٬۷۰۰         |
| ۸۲   | الجزایر                    | ۱۸                | ۴                 | ۲۲                | ۰٫۳۱              | ۳۸٬۵۴۸٬۱۶۰    | ۱٬۹۲۷٬۴۰۸     | ۴۰٬۰۰۰        |
| ۸۳   | جمهوری آذربایجان           | ۱۸                | ۲۰                | ۳۸                | ۰٫۵۳              | ۹٬۲۸۰٬۸۹۰     | ۲۵۷٬۸۰۲       | ۱۱٬۷۰۰        |
| ۸۴   | مجارستان                   | ۱۸                | ۳                 | ۲۱                | ۰٫۳۰              | ۹٬۹۲۷٬۵۱۰     | ۵۸۳٬۹۷۱       | ۳٬۷۱۰         |
| ۸۵   | ایالات فدرال میکرونزی      | ۱۸                | ۱                 | ۱۹                | ۰٫۲۷              | ۱۱۱٬۰۱۰       | ۶٬۱۶۷         | ۱٬۴۱۰         |
| ۸۶   | مالاوی                     | ۱۷                | ۷                 | ۲۴                | ۰٫۳۴              | ۱۳٬۰۱۶٬۰۰۰    | ۸۱۳٬۵۰۰       | ۲۰۰٬۰۰۰       |
| ۸۷   | عمان                       | ۱۷                | ۱۴                | ۳۱                | ۰٫۴۴              | ۴٬۲۳۶٬۰۰۰     | ۱۵۱٬۲۸۶       | ۴۲٬۴۰۰        |
| ۸۸   | صربستان                    | ۱۷                | ۷                 | ۲۴                | ۰٫۳۴              | ۸٬۸۳۰٬۶۰۰     | ۴۲۰٬۵۰۵       | ۳۴٬۰۰۰        |
| ۸۹   | اسپانیا                    | ۱۷                | ۱۷                | ۳۴                | ۰٫۴۸              | ۵۲٬۴۳۹٬۵۱۰    | ۱٬۶۹۱٬۵۹۷     | ۷۲٬۵۰۰        |
| ۹۰   | سوریه                      | ۱۷                | ۷                 | ۲۴                | ۰٫۳۴              | ۱۸٬۷۰۸٬۴۳۰    | ۸۵۰٬۳۸۳       | ۶۴٬۹۰۰        |
| ۹۱   | کرواسی                     | ۱۶                | ۱۱                | ۲۷                | ۰٫۳۸              | ۴٬۳۳۳٬۵۹۰     | ۱۸۰٬۵۶۶       | ۱۰٬۲۰۰        |
| ۹۲   | مصر                        | ۱۶                | ۷                 | ۲۳                | ۰٫۳۲              | ۹۴٬۵۹۹٬۸۰۰    | ۵٬۲۵۵٬۵۴۴     | ۷۵۲٬۰۰۰       |
| ۹۳   | گویان                      | ۱۶                | ۲                 | ۱۸                | ۰٫۲۵              | ۱٬۳۱۹٬۰۴۱     | ۱۰۹٬۹۲۰       | ۱٬۵۰۰         |
| ۹۴   | اتریش                      | ۱۵                | ۲۱                | ۳۶                | ۰٫۵۱              | ۹٬۴۹۰٬۴۳۰     | ۳۱۶٬۳۴۸       | ۳۲٬۷۵۰        |
| ۹۵   | برونئی                     | ۱۵                | ۲                 | ۱۷                | ۰٫۲۴              | ۴۵۹٬۶۸۵       | ۲۸٬۷۳۰        | ۸٬۱۵۰         |
| ۹۶   | اریتره                     | ۱۵                | ۲                 | ۱۷                | ۰٫۲۴              | ۵٬۷۸۸٬۶۰۰     | ۵۲۶٬۲۳۶       | ۱۹۴٬۰۰۰       |
| ۹۷   | ژاپن                       | ۱۵                | ۴                 | ۱۹                | ۰٫۲۷              | ۱۲۹٬۴۱۴٬۸۶۳   | ۸٬۶۲۷٬۶۵۸     | ۵٬۰۵۰         |
| ۹۸   | هلند                       | ۱۵                | ۳۵                | ۵۰                | ۰٫۷۰              | ۲۱٬۹۴۷٬۷۰۰    | ۴۸۷٬۷۲۷       | ۲۲۰٬۰۰۰       |
| ۹۹   | سوئد                       | ۱۵                | ۲۲                | ۳۷                | ۰٫۵۲              | ۱۰٬۳۲۵٬۰۹۰    | ۲۹۵٬۰۰۳       | ۴٬۰۰۰         |
| ۱۰۰  | گینه استوایی               | ۱۴                | ۲                 | ۱۶                | ۰٫۲۳              | ۶۹۹٬۱۵۰       | ۵۸٬۲۶۲        | ۷٬۰۰۰         |
| ۱۰۱  | ماداگاسکار                 | ۱۴                | ۶                 | ۲۰                | ۰٫۲۸              | ۱۸٬۳۶۸٬۰۰۰    | ۱٬۰۲۰٬۴۴۴     | ۱٬۱۳۰٬۰۰۰     |
| ۱۰۲  | مراکش                      | ۱۴                | ۱                 | ۱۵                | ۰٫۲۱              | ۳۹٬۲۹۰٬۹۲۰    | ۳٬۵۷۱٬۹۰۲     | ۸۰٬۰۰۰        |
| ۱۰۳  | پاناما                     | ۱۴                | ۴                 | ۱۸                | ۰٫۲۵              | ۴٬۲۵۵٬۸۴۰     | ۳۲۷٬۳۷۲       | ۲۲٬۵۰۰        |
| ۱۰۴  | بلغارستان                  | ۱۳                | ۱۲                | ۲۵                | ۰٫۳۵              | ۷٬۸۳۳٬۵۷۰     | ۳۵۶٬۰۷۱       | ۵٬۳۱۰         |
| ۱۰۵  | فنلاند                     | ۱۳                | ۲۵                | ۳۸                | ۰٫۵۳              | ۵٬۸۱۸٬۹۴۰     | ۱۵۳٬۱۳۰       | ۵٬۱۷۰         |
| ۱۰۶  | گویان فرانسه               | ۱۳                | ۳                 | ۱۶                | ۰٫۲۳              | ۱۷۸٬۷۸۰       | ۱۴٬۸۹۸        | ۲٬۴۰۰         |
| ۱۰۷  | قزاقستان                   | ۱۳                | ۳۵                | ۴۸                | ۰٫۶۸              | ۱۵٬۳۰۸٬۸۲۰    | ۳۵۶٬۰۱۹       | ۹۵٬۰۰۰        |
| ۱۰۸  | سومالی                     | ۱۳                | ۱                 | ۱۴                | ۰٫۲۰              | ۹٬۹۳۸٬۶۵۹     | ۸۲۸٬۲۲۲       | ۲۰٬۰۰۰        |
| ۱۰۹  | سوئیس                      | ۱۳                | ۲۰                | ۳۳                | ۰٫۴۶              | ۸٬۹۸۰٬۲۳۰     | ۳۲۰٬۷۲۲       | ۴۰٬۰۰۰        |
| ۱۱۰  | تاجیکستان                  | ۱۳                | ۲۰                | ۳۳                | ۰٫۴۶              | ۷٬۵۸۰٬۲۱۰     | ۳۰۳٬۲۰۸       | ۲۷٬۵۰۰        |
| ۱۱۱  | بریتانیا                   | ۱۳                | ۷۲                | ۸۵                | ۱٫۲۰              | ۶۱٬۵۴۶٬۷۵۰    | ۷۹۹٬۳۰۸       | ۱۶٬۷۰۰        |
| ۱۱۲  | بلژیک                      | ۱۲                | ۲۴                | ۳۶                | ۰٫۵۱              | ۱۳٬۶۸۶٬۲۰۰    | ۵۰۶٬۸۹۶       | ۲۰۰٬۰۰۰       |
| ۱۱۳  | مغولستان                   | ۱۲                | ۲                 | ۱۴                | ۰٫۲۰              | ۳٬۱۱۳٬۱۰۰     | ۳۴۵٬۹۰۰       | ۴۲٬۵۰۰        |
| ۱۱۴  | اسلواکی                    | ۱۲                | ۳                 | ۱۵                | ۰٫۲۱              | ۵٬۵۲۴٬۹۹۰     | ۴۶۰٬۴۱۶       | ۲۵٬۱۰۰        |
| ۱۱۵  | شیلی                       | ۱۱                | ۶                 | ۱۷                | ۰٫۲۴              | ۱۷٬۴۱۲٬۰۱۳    | ۱٬۷۴۱٬۲۰۱     | ۱۰٬۰۰۰        |
| ۱۱۶  | کاستاریکا                  | ۱۱                | ۱                 | ۱۲                | ۰٫۱۷              | ۴٬۸۵۳٬۲۹۰     | ۴۸۵٬۳۲۹       | ۲٬۸۴۰         |
| ۱۱۷  | جمهوری چک                  | ۱۱                | ۱۵                | ۲۶                | ۰٫۳۷              | ۱۰٬۸۰۲٬۰۹۰    | ۴۱۵٬۴۶۵       | ۱۰٬۰۰۰        |
| ۱۱۸  | گامبیا                     | ۱۱                | ۱۳                | ۲۴                | ۰٫۳۴              | ۱٬۳۱۴٬۸۲۰     | ۶۹٬۲۰۱        | ۴۳٬۶۵۰        |
| ۱۱۹  | اردن                       | ۱۱                | ۳                 | ۱۴                | ۰٫۲۰              | ۷٬۵۷۲٬۸۰۰     | ۸۴۱٬۴۲۲       | ۹۴٬۵۰۰        |
| ۱۲۰  | لیتوانی                    | ۱۱                | ۴                 | ۱۵                | ۰٫۲۱              | ۳٬۵۷۳٬۲۲۵     | ۲۷۴٬۸۶۳       | ۷٬۵۵۵         |
| ۱۲۱  | نیکاراگوئه                 | ۱۱                | ۰                 | ۱۱                | ۰٫۱۵              | ۶٬۴۰۴٬۴۹۰     | ۵۸۲٬۲۲۶       | ۷۴۰           |
| ۱۲۲  | نروژ                       | ۱۱                | ۳۶                | ۴۷                | ۰٫۶۶              | ۵٬۷۴۶٬۴۸۰     | ۱۲۷٬۷۰۰       | ۱٬۰۰۰         |
| ۱۲۳  | اسلوونی                    | ۱۱                | ۴                 | ۱۵                | ۰٫۲۱              | ۲٬۱۰۳٬۹۶۰     | ۱۹۱٬۲۶۹       | ۸٬۷۰۰         |
| ۱۲۴  | ازبکستان                   | ۱۱                | ۲۶                | ۳۷                | ۰٫۵۲              | ۳۰٬۹۲۹٬۰۰۰    | ۹۳۷٬۲۴۲       | ۲۵۰٬۰۰۰       |
| ۱۲۵  | یمن                        | ۱۱                | ۶                 | ۱۷                | ۰٫۲۴              | ۲۶٬۸۱۰٬۳۰۰    | ۱٬۹۱۵٬۰۲۱     | ۶۲٬۹۰۰        |
| ۱۲۶  | فیجی                       | ۱۰                | ۱۱                | ۲۱                | ۰٫۳۰              | ۸۴۰٬۹۰۰       | ۶۴٬۶۸۵        | ۶٬۹۵۰         |
| ۱۲۷  | هندوراس                    | ۱۰                | ۲                 | ۱۲                | ۰٫۱۷              | ۸٬۹۸۲٬۸۴۰     | ۸۱۶٬۶۲۲       | ۹۹۰           |
| ۱۲۸  | مقدونیه شمالی              | ۱۰                | ۵                 | ۱۵                | ۰٫۲۱              | ۲٬۱۵۴٬۳۸۰     | ۱۷۹٬۵۳۲       | ۲۵٬۰۰۰        |
| ۱۲۹  | مولدووا                    | ۱۰                | ۴                 | ۱۴                | ۰٫۲۰              | ۲٬۷۱۸٬۵۳۰     | ۳۳۹٬۸۱۶       | ۱۰۷٬۰۰۰       |
| ۱۳۰  | پرتغال                     | ۱۰                | ۱۳                | ۲۳                | ۰٫۳۲              | ۱۰٬۲۵۹٬۲۴۰    | ۴۴۶٬۰۵۴       | ۱۵٬۰۰۰        |
| ۱۳۱  | امارات متحده عربی          | ۱۰                | ۱۷                | ۲۷                | ۰٫۳۸              | ۹٬۲۶۶٬۴۰۰     | ۳۷۰٬۶۵۶       | ۳۷۰٬۰۰۰       |
| ۱۳۲  | پلی‌نزی فرانسه              | ۹                 | ۱                 | ۱۰                | ۰٫۱۴              | ۲۵۷٬۹۶۰       | ۲۵٬۷۹۶        | ۳٬۰۰۰         |
| ۱۳۳  | لیبی                       | ۹                 | ۲۰                | ۲۹                | ۰٫۴۱              | ۶٬۳۲۲٬۸۰۰     | ۲۳۴٬۱۷۸       | ۲۱٬۰۰۰        |
| ۱۳۴  | آلبانی                     | ۸                 | ۴                 | ۱۲                | ۰٫۱۷              | ۲٬۸۴۷٬۹۳۶     | ۲۸۴٬۷۹۴       | ۹٬۸۲۰         |
| ۱۳۵  | ارمنستان                   | ۸                 | ۶                 | ۱۴                | ۰٫۲۰              | ۳٬۰۳۶٬۱۸۰     | ۲۷۶٬۰۱۶       | ۸٬۸۵۰         |
| ۱۳۶  | بلیز                       | ۸                 | ۴                 | ۱۲                | ۰٫۱۷              | ۵۳۲٬۱۶۰       | ۴۴٬۳۴۷        | ۱۴٬۱۰۰        |
| ۱۳۷  | لتونی                      | ۸                 | ۸                 | ۱۶                | ۰٫۲۳              | ۲٬۳۰۵٬۱۳۰     | ۱۶۴٬۶۵۲       | ۸٬۰۰۰         |
| ۱۳۸  | هنگ کنگ                    | ۷                 | ۴                 | ۱۱                | ۰٫۱۵              | ۶٬۹۲۹٬۷۵۰     | ۶۹۲٬۹۷۵       | ۱۱۸٬۵۰۰       |
| ۱۳۹  | استونی                     | ۷                 | ۱۳                | ۲۰                | ۰٫۲۸              | ۱٬۵۴۱٬۷۶۰     | ۸۵٬۶۵۳        | ۴۴٬۲۵۰        |
| ۱۴۰  | لبنان                      | ۷                 | ۹                 | ۱۶                | ۰٫۲۳              | ۶٬۶۰۳٬۹۱۰     | ۴۷۱٬۷۰۸       | ۲۹۴٬۰۰۰       |
| ۱۴۱  | موریتانی                   | ۷                 | ۱                 | ۸                 | ۰٫۱۱              | ۳٬۸۵۸٬۴۰۰     | ۵۵۱٬۲۰۰       | ۱۱۱٬۱۵۰       |
| ۱۴۲  | موریس                      | ۷                 | ۷                 | ۱۴                | ۰٫۲۰              | ۱٬۲۳۴٬۶۶۰     | ۹۴٬۹۷۴        | ۲۸٬۵۵۰        |
| ۱۴۳  | فلسطین                     | ۷                 | ۳                 | ۱۰                | ۰٫۱۴              | ۴٬۲۵۸٬۴۱۰     | ۴۷۳٬۱۵۷       | ۷۰۵           |
| ۱۴۴  | عربستان سعودی              | ۷                 | ۱۸                | ۲۵                | ۰٫۳۵              | ۱۸٬۷۶۳٬۲۲۰    | ۸۵۲٬۸۷۴       | ۵۰۰٬۰۰۰       |
| ۱۴۵  | سری‌لانکا                   | ۷                 | ۵                 | ۱۲                | ۰٫۱۷              | ۱۹٬۵۵۰٬۳۲۰    | ۱٬۹۵۵٬۰۳۲     | ۴۶٬۰۰۰        |
| ۱۴۶  | ترینیداد و توباگو          | ۷                 | ۲                 | ۹                 | ۰٫۱۳              | ۲٬۶۲۸٬۰۰۰     | ۳۲۸٬۵۰۰       | ۱۵٬۶۰۰        |
| ۱۴۷  | تونس                       | ۷                 | ۸                 | ۱۵                | ۰٫۲۱              | ۱۱٬۵۸۲٬۱۰۰    | ۸۲۷٬۲۹۳       | ۳۴٬۶۵۰        |
| ۱۴۸  | بحرین                      | ۶                 | ۸                 | ۱۴                | ۰٫۲۰              | ۱٬۲۶۳٬۵۰۰     | ۹۷٬۱۹۲        | ۱۴۴٬۰۰۰       |
| ۱۴۹  | کومور                      | ۶                 | ۰                 | ۶                 | ۰٫۰۸              | ۷۶۴٬۵۰۰       | ۱۵۲٬۹۰۰       | ۴۰٬۰۰۰        |
| ۱۵۰  | قرقیزستان                  | ۶                 | ۲۷                | ۳۳                | ۰٫۴۶              | ۵٬۸۲۵٬۹۹۰     | ۲۱۵٬۷۷۷       | ۲۹۰٬۶۵۰       |
| ۱۵۱  | مونته‌نگرو                  | ۶                 | ۷                 | ۱۳                | ۰٫۱۸              | ۵۷۵٬۳۳۰       | ۶۳٬۹۲۶        | ۳۴٬۷۰۰        |
| ۱۵۲  | ترکمنستان                  | ۶                 | ۲۵                | ۳۱                | ۰٫۴۴              | ۵٬۳۰۰٬۴۶۰     | ۱۷۶٬۶۸۲       | ۲۵۶٬۹۰۰       |
| ۱۵۳  | بوسنی و هرزگوین            | ۵                 | ۷                 | ۱۲                | ۰٫۱۷              | ۳٬۷۵۷٬۸۰۴     | ۳۴۱٬۶۱۹       | ۵۵۴٬۰۰۰       |
| ۱۵۴  | جزایر کارائیب هلند         | ۵                 | ۱                 | ۶                 | ۰٫۰۸              | ۱۸٬۵۴۰        | ۳٬۷۰۸         | ۳٬۳۹۰         |
| ۱۵۵  | ماکائو                     | ۵                 | ۲                 | ۷                 | ۰٫۱۰              | ۵۸۲٬۴۳۰       | ۸۳٬۲۰۴        | ۳٬۶۸۰         |
| ۱۵۶  | جزایر کوک                  | ۵                 | ۰                 | ۵                 | ۰٫۰۷              | ۱۵٬۰۰۰        | ۳٬۰۰۰         | ۶۸۰           |
| ۱۵۷  | کوراسائو                   | ۵                 | ۱                 | ۶                 | ۰٫۰۸              | ۱۳۷٬۶۷۰       | ۲۷٬۵۳۴        | ۸٬۷۶۰         |
| ۱۵۸  | قبرس                       | ۵                 | ۱۱                | ۱۶                | ۰٫۲۳              | ۱٬۵۴۱٬۷۰۰     | ۱۱۰٬۱۲۱       | ۳۴٬۸۰۰        |
| ۱۵۹  | دانمارک                    | ۵                 | ۳۴                | ۳۹                | ۰٫۵۵              | ۵٬۹۲۴٬۲۲۰     | ۱۵۱٬۹۰۳       | ۲۳٬۱۰۰        |
| ۱۶۰  | جیبوتی                     | ۵                 | ۵                 | ۱۰                | ۰٫۱۴              | ۸۳۰٬۴۰۰       | ۱۰۳٬۸۰۰       | ۱۲۵٬۳۰۰       |
| ۱۶۱  | السالوادور                 | ۵                 | ۰                 | ۵                 | ۰٫۰۷              | ۶٬۳۷۸٬۰۰۰     | ۲٬۱۲۶٬۰۰۰     | ۷٬۵۰۰         |
| ۱۶۲  | اسواتینی                   | ۵                 | ۲                 | ۷                 | ۰٫۱۰              | ۱٬۲۶۱٬۶۴۰     | ۱۸۰٬۲۳۴       | ۲۰٬۰۰۰        |
| ۱۶۳  | جمهوری ایرلند              | ۵                 | ۸                 | ۱۳                | ۰٫۱۸              | ۴٬۶۸۲٬۰۲۰     | ۴۲۵٬۶۳۸       | ۲۷٬۰۰۰        |
| ۱۶۴  | لسوتو                      | ۵                 | ۰                 | ۵                 | ۰٫۰۷              | ۲٬۱۶۴٬۰۰۰     | ۵۴۱٬۰۰۰       | ۱۹۰٬۰۰۰       |
| ۱۶۵  | موناکو                     | ۵                 | ۰                 | ۵                 | ۰٫۰۷              | ۳۳٬۸۵۰        | ۶٬۷۷۰         | ۷٬۱۱۰         |
| ۱۶۶  | سائوتومه و پرنسیپ          | ۵                 | ۳                 | ۸                 | ۰٫۱۱              | ۲۰۴٬۲۰۰       | ۲۵٬۵۲۵        | ۱۴٬۷۰۰        |
| ۱۶۷  | اروگوئه                    | ۵                 | ۹                 | ۱۴                | ۰٫۲۰              | ۳٬۵۸۹٬۰۵۰     | ۳۹۸٬۷۸۳       | ۲۵٬۵۰۰        |
| ۱۶۸  | آندورا                     | ۴                 | ۱                 | ۵                 | ۰٫۰۷              | ۷۳٬۵۰۰        | ۱۸٬۳۷۵        | ۱۹٬۶۵۰        |
| ۱۶۹  | آروبا                      | ۴                 | ۲                 | ۶                 | ۰٫۰۸              | ۸۶٬۷۹۰        | ۲۱٬۶۹۸        | ۷٬۰۰۰         |
| ۱۷۰  | بلاروس                     | ۴                 | ۷                 | ۱۱                | ۰٫۱۵              | ۸٬۹۴۶٬۴۰۰     | ۸۱۳٬۳۰۹       | ۱٬۱۲۱٬۰۰۰     |
| ۱۷۱  | جمهوری دومینیکن            | ۴                 | ۵                 | ۹                 | ۰٫۱۳              | ۱۰٬۱۹۳٬۵۰۰    | ۱٬۶۹۸٬۹۱۷     | ۱۵۹٬۰۰۰       |
| ۱۷۲  | گرنادا                     | ۴                 | ۰                 | ۴                 | ۰٫۰۶              | ۱۰۷٬۳۵۳       | ۳۵٬۷۸۴        | ۵٬۳۵۰         |
| ۱۷۳  | هائیتی                     | ۴                 | ۰                 | ۴                 | ۰٫۰۶              | ۶٬۹۶۰٬۶۰۰     | ۲٬۳۲۰٬۲۰۰     | ۶۰۰           |
| ۱۷۴  | جامائیکا                   | ۴                 | ۴                 | ۸                 | ۰٫۱۱              | ۲٬۶۹۲٬۵۴۰     | ۴۴۸٬۷۵۷       | ۷٬۵۰۰         |
| ۱۷۵  | لیختن‌اشتاین                | ۴                 | ۱                 | ۵                 | ۰٫۰۷              | ۳۵٬۹۱۰        | ۱۱٬۹۷۰        | ۱۷٬۷۵۰        |
| ۱۷۶  | لوکزامبورگ                 | ۴                 | ۱۲                | ۱۶                | ۰٫۲۳              | ۴۹۹٬۲۵۰       | ۳۱٬۲۰۳        | ۶۶٬۱۰۰        |
| ۱۷۷  | مالت                       | ۴                 | ۴                 | ۸                 | ۰٫۱۱              | ۴۶۸٬۶۵۰       | ۵۸٬۵۸۱        | ۹٬۵۱۵         |
| ۱۷۸  | نیوزیلند                   | ۴                 | ۶۱                | ۶۵                | ۰٫۹۱              | ۴٬۷۰۶٬۱۶۰     | ۷۳٬۵۳۴        | ۱۴۸٬۰۰۰       |
| ۱۷۹  | جزایر ماریانای شمالی       | ۴                 | ۳                 | ۷                 | ۰٫۱۰              | ۴۲٬۱۸۰        | ۶٬۰۲۶         | ۴٬۶۲۰         |
| ۱۸۰  | پالائو                     | ۴                 | ۲                 | ۶                 | ۰٫۰۸              | ۲۰٬۸۷۰        | ۳٬۴۷۸         | ۲٬۱۸۵         |
| ۱۸۱  | پورتوریکو                  | ۴                 | ۸                 | ۱۲                | ۰٫۱۷              | ۳٬۵۳۰٬۲۰۰     | ۳۵۳٬۰۲۰       | ۱۵۹٬۰۰۰       |
| ۱۸۲  | سنت مارتین                 | ۴                 | ۵                 | ۹                 | ۰٫۱۳              | ۳۹٬۸۸۰        | ۴٬۴۳۱         | ۶٬۰۰۰         |
| ۱۸۳  | کره جنوبی                  | ۴                 | ۱                 | ۵                 | ۰٫۰۷              | ۴۸٬۵۸۶٬۰۰۰    | ۱۶٬۱۹۵٬۳۳۳    | ۲۴٬۲۰۲٬۵۰۰    |
| ۱۸۴  | جزایر الند                 | ۳                 | ۰                 | ۳                 | ۰٫۰۴              | ۲۷٬۶۵۲        | ۹٬۲۱۷         | ۱٬۴۵۰         |
| ۱۸۵  | باهاما                     | ۳                 | ۲                 | ۵                 | ۰٫۰۷              | ۶۶۷٬۲۸۰       | ۱۶۶٬۸۲۰       | ۳۳۰٬۰۰۰       |
| ۱۸۶  | باربادوس                   | ۳                 | ۰                 | ۳                 | ۰٫۰۴              | ۵۱۸٬۲۹۰       | ۱۷۲٬۷۶۳       | ۲۵۶٬۰۰۰       |
| ۱۸۷  | بوروندی                    | ۳                 | ۱                 | ۴                 | ۰٫۰۶              | ۱۰٬۰۳۶٬۱۰۰    | ۲٬۵۰۹٬۰۲۵     | ۹٬۶۰۰         |
| ۱۸۸  | کوبا                       | ۳                 | ۲                 | ۵                 | ۰٫۰۷              | ۱۱٬۴۰۳٬۵۰۰    | ۳٬۸۰۱٬۱۶۷     | ۵٬۷۰۰٬۰۰۰     |
| ۱۸۹  | دومینیکا                   | ۳                 | ۲                 | ۵                 | ۰٫۰۷              | ۴۵٬۸۰۰        | ۱۵٬۲۶۷        | ۳٬۰۰۰         |
| ۱۹۰  | گرینلند                    | ۳                 | ۰                 | ۳                 | ۰٫۰۴              | ۵۶٬۲۰۰        | ۲۸٬۱۰۰        | ۲۸٬۱۰۰        |
| ۱۹۱  | جزیره گوادلوپ              | ۳                 | ۱                 | ۴                 | ۰٫۰۶              | ۴۴۹٬۳۰۰       | ۱۴۹٬۷۶۷       | ۲۱۸٬۶۵۰       |
| ۱۹۲  | گرنزی                      | ۳                 | ۱                 | ۴                 | ۰٫۰۶              | ۶۲٬۷۲۰        | ۳۱٬۳۶۰        | ۳۱٬۳۶۰        |
| ۱۹۳  | جرزی                       | ۳                 | ۱                 | ۴                 | ۰٫۰۶              | ۹۹٬۲۳۰        | ۳۳٬۰۷۷        | ۴۷٬۳۵۰        |
| ۱۹۴  | کویت                       | ۳                 | ۴                 | ۷                 | ۰٫۱۰              | ۳٬۱۸۷٬۲۰۰     | ۶۳۷٬۴۴۰       | ۱٬۱۶۳٬۶۰۰     |
| ۱۹۵  | مارتینیک                   | ۳                 | ۱                 | ۴                 | ۰٫۰۶              | ۴۲۷٬۳۳۰       | ۱۴۲٬۴۴۳       | ۲۱۳٬۵۰۰       |
| ۱۹۶  | مایوت                      | ۳                 | ۲                 | ۵                 | ۰٫۰۷              | ۲۱۱٬۷۰۰       | ۵۲٬۹۲۵        | ۴۷٬۹۰۰        |
| ۱۹۷  | نائورو                     | ۳                 | ۶                 | ۹                 | ۰٫۱۳              | ۱۳٬۵۰۰        | ۲٬۲۵۰         | ۵٬۱۰۰         |
| ۱۹۸  | قطر                        | ۳                 | ۱۵                | ۱۸                | ۰٫۲۵              | ۲٬۵۳۷٬۹۸۰     | ۱۴۹٬۲۹۳       | ۴۸۶٬۰۰۰       |
| ۱۹۹  | رواندا                     | ۳                 | ۲                 | ۵                 | ۰٫۰۷              | ۱۱٬۱۲۴٬۱۸۰    | ۲٬۲۲۴٬۸۳۶     | ۵٬۴۴۰         |
| ۲۰۰  | رئونیون                    | ۳                 | ۵                 | ۸                 | ۰٫۱۱              | ۶۵۶٬۲۰۰       | ۹۳٬۷۴۳        | ۳۱۳٬۰۰۰       |
| ۲۰۱  | سنت بارثلمی                | ۳                 | ۰                 | ۳                 | ۰٫۰۴              | ۷٬۸۵۰         | ۲٬۶۱۷         | ۱٬۰۰۰         |
| ۲۰۲  | سنت کیتس و نویس            | ۳                 | ۰                 | ۳                 | ۰٫۰۴              | ۵۲٬۰۴۰        | ۱۷٬۳۴۷        | ۱٬۰۰۰         |
| ۲۰۳  | سنت لوسیا                  | ۳                 | ۱                 | ۴                 | ۰٫۰۶              | ۱۵۹٬۶۰۰       | ۷۹٬۸۰۰        | ۷۹٬۸۰۰        |
| ۲۰۴  | سنت مارتین                 | ۳                 | ۲                 | ۵                 | ۰٫۰۷              | ۲۸٬۵۰۰        | ۵٬۷۰۰         | ۵٬۰۰۰         |
| ۲۰۵  | سنت وینسنت و گرنادین‌ها     | ۳                 | ۰                 | ۳                 | ۰٫۰۴              | ۱۳۸٬۵۰۰       | ۴۶٬۱۶۷        | ۴۰۰           |
| ۲۰۶  | سیشل                       | ۳                 | ۰                 | ۳                 | ۰٫۰۴              | ۸۵٬۴۲۰        | ۲۸٬۴۷۳        | ۴٬۵۹۰         |
| ۲۰۷  | تونگا                      | ۳                 | ۱                 | ۴                 | ۰٫۰۶              | ۱۰۵٬۸۰۰       | ۲۶٬۴۵۰        | ۱٬۲۷۰         |
| ۲۰۸  | تووالو                     | ۳                 | ۰                 | ۳                 | ۰٫۰۴              | ۱۰٬۱۰۰        | ۵٬۰۵۰         | ۵٬۰۵۰         |
| ۲۰۹  | جزایر ویرجین ایالات متحده  | ۳                 | ۳                 | ۶                 | ۰٫۰۸              | ۸۵٬۸۵۰        | ۲۱٬۴۶۲        | ۹٬۵۴۰         |
| ۲۱۰  | والیس و فوتونا             | ۳                 | ۰                 | ۳                 | ۰٫۰۴              | ۱۲٬۹۶۰        | ۴٬۳۲۰         | ۳٬۹۰۰         |
| ۲۱۱  | صحرای غربی                 | ۳                 | ۱                 | ۴                 | ۰٫۰۶              | ۵۸۴٬۰۰۰       | ۲۹۲٬۰۰۰       | ۲۹۲٬۰۰۰       |
| ۲۱۲  | ساموای آمریکا              | ۲                 | ۵                 | ۷                 | ۰٫۱۰              | ۵۶٬۰۹۰        | ۹٬۳۴۸         | ۲۵٬۸۹۰        |
| ۲۱۳  | آنگویلا                    | ۲                 | ۰                 | ۲                 | ۰٫۰۳              | ۱۲٬۴۵۰        | ۶٬۲۲۵         | ۶٬۲۲۵         |
| ۲۱۴  | آنتیگوآ و باربودا          | ۲                 | ۲                 | ۴                 | ۰٫۰۶              | ۱۵۳٬۸۰۰       | ۵۱٬۲۶۷        | ۷۶٬۷۰۰        |
| ۲۱۵  | برمودا                     | ۲                 | ۱                 | ۳                 | ۰٫۰۴              | ۶۴٬۶۱۰        | ۳۲٬۳۰۵        | ۶۲٬۰۰۰        |
| ۲۱۶  | جزایر ویرجین انگلستان      | ۲                 | ۰                 | ۲                 | ۰٫۰۳              | ۳۹٬۷۰۰        | ۱۹٬۸۵۰        | ۱۹٬۸۵۰        |
| ۲۱۷  | کیپ ورد                    | ۲                 | ۱                 | ۳                 | ۰٫۰۴              | ۴۸۹٬۸۰۰       | ۲۴۴٬۹۰۰       | ۲۴۴٬۹۰۰       |
| ۲۱۸  | جزیره کریسمس               | ۲                 | ۰                 | ۲                 | ۰٫۰۳              | ۱٬۰۰۰         | ۵۰۰           | ۵۰۰           |
| ۲۱۹  | جزایر کوکوس                | ۲                 | ۰                 | ۲                 | ۰٫۰۳              | ۶۰۰           | ۳۰۰           | ۳۰۰           |
| ۲۲۰  | جزایر فارو                 | ۲                 | ۰                 | ۲                 | ۰٫۰۳              | ۴۸٬۰۰۰        | ۴۸٬۰۰۰        | ۴۸٬۰۰۰        |
| ۲۲۱  | جبل طارق                   | ۲                 | ۱                 | ۳                 | ۰٫۰۴              | ۴۶٬۷۰۰        | ۱۵٬۵۶۷        | ۲۱٬۹۵۰        |
| ۲۲۲  | گوآم                       | ۲                 | ۷                 | ۹                 | ۰٫۱۳              | ۱۸۱٬۴۰۰       | ۲۲٬۶۷۵        | ۴۶٬۷۵۰        |
| ۲۲۳  | ایسلند                     | ۲                 | ۰                 | ۲                 | ۰٫۰۳              | ۳۰۰٬۳۰۰       | ۱۵۰٬۱۵۰       | ۱۵۰٬۱۵۰       |
| ۲۲۴  | جزیره من                   | ۲                 | ۰                 | ۲                 | ۰٫۰۳              | ۸۸٬۰۰۰        | ۴۴٬۰۰۰        | ۴۴٬۰۰۰        |
| ۲۲۵  | کیریباتی                   | ۲                 | ۱                 | ۳                 | ۰٫۰۴              | ۱۰۶٬۰۰۰       | ۳۵٬۳۳۳        | ۵۲٬۷۵۰        |
| ۲۲۶  | مالدیو                     | ۲                 | ۰                 | ۲                 | ۰٫۰۳              | ۳۳۱٬۰۰۰       | ۳۳۱٬۰۰۰       | ۳۳۱٬۰۰۰       |
| ۲۲۷  | جزایر مارشال               | ۲                 | ۰                 | ۲                 | ۰٫۰۳              | ۶۵٬۷۰۰        | ۳۲٬۸۵۰        | ۳۲٬۸۵۰        |
| ۲۲۸  | مونتسرات                   | ۲                 | ۰                 | ۲                 | ۰٫۰۳              | ۳٬۹۲۰         | ۱٬۹۶۰         | ۱٬۹۶۰         |
| ۲۲۹  | نیووی                      | ۲                 | ۱                 | ۳                 | ۰٫۰۴              | ۱٬۵۵۰         | ۷۷۵           | ۷۷۵           |
| ۲۳۰  | جزیره نورفک                | ۲                 | ۰                 | ۲                 | ۰٫۰۳              | ۲٬۱۱۰         | ۱٬۰۵۵         | ۱٬۰۵۵         |
| ۲۳۱  | جزایر پیت‌کرن               | ۲                 | ۰                 | ۲                 | ۰٫۰۳              | ۳۶            | ۳۶            | ۳۶            |
| ۲۳۲  | ساموآ                      | ۲                 | ۱                 | ۳                 | ۰٫۰۴              | ۱۸۷٬۰۰۰       | ۶۲٬۳۳۳        | ۹۳٬۴۰۰        |
| ۲۳۳  | سان مارینو                 | ۲                 | ۰                 | ۲                 | ۰٫۰۳              | ۲۵٬۰۰۰        | ۱۲٬۵۰۰        | ۱۲٬۵۰۰        |
| ۲۳۴  | توکلائو                    | ۲                 | ۳                 | ۵                 | ۰٫۰۷              | ۲٬۴۲۱         | ۴۸۴           | ۸۷۰           |
| ۲۳۵  | جزایر تورکس و کایکوس       | ۲                 | ۲                 | ۴                 | ۰٫۰۶              | ۲۹٬۸۴۰        | ۹٬۹۴۷         | ۱۴٬۳۶۵        |
| ۲۳۶  | واتیکان                    | ۲                 | ۰                 | ۲                 | ۰٫۰۳              | ۳۳۰           | ۱۶۵           | ۱۶۵           |
| ۲۳۷  | قلمرو اقیانوس هند بریتانیا | ۱                 | ۰                 | ۱                 | ۰٫۰۱              | ۴٬۰۰۰         | ۴٬۰۰۰         | ۴٬۰۰۰         |
| ۲۳۸  | جزایر کیمن                 | ۱                 | ۳                 | ۴                 | ۰٫۰۶              | ۷۴٬۸۴۰        | ۱۸٬۷۱۰        | ۵۰٬۰۰۰        |
| ۲۳۹  | جزایر فالکلند              | ۱                 | ۱                 | ۲                 | ۰٫۰۳              | ۲٬۸۶۰         | ۱٬۴۳۰         | ۲٬۶۱۰         |
| ۲۴۰  | کره شمالی                  | ۱                 | ۰                 | ۱                 | ۰٫۰۱              | ۲۳٬۳۰۰٬۰۰۰    | ۲۳٬۳۰۰٬۰۰۰    | ۲۳٬۳۰۰٬۰۰۰    |
| ۲۴۱  | سینت هلینا                 | ۱                 | ۰                 | ۱                 | ۰٫۰۱              | ۵٬۹۰۰         | ۵٬۹۰۰         | ۵٬۹۰۰         |
| ۲۴۲  | سنت پیر و ماژلان           | ۱                 | ۰                 | ۱                 | ۰٫۰۱              | ۶٬۰۰۰         | ۶٬۰۰۰         | ۶٬۰۰۰         |